# Politécnica Rats
O Politécnica Rats é o time de Futebol Americano da Universidade de São Paulo (campus da capital). Criado em 2011 por alunos da Escola Politécnica da USP, o Rats é tetracampeão da Liga Universitária de Futebol Americano e bicampeão do Engenharíadas. O time também participa, desde 2013, da Liga Paulista de Flag.

## História
A ideia surgiu no começo do segundo semestre de 2011, quando, durante um churrasco de sala de alguns amigos da Escola Politécnica da USP, alguns participantes trocaram passes com a bola oval e conversaram sobre o esporte. Pedro Magalhães, o Mineiro, fundador do Politécnica Rats e apaixonado pelo esporte (inclusive já havia treinado pelo time da sua cidade, o Pouso Alegre Gladiadores) incentivou todos da sala a assistirem à Liga de Futebol Americano (NFL) na televisão. Depois de alguns jogos, a sala inteira estava acompanhando a NFL e o Mineiro deu a ideia de criar um time na Poli. Igor Braga e Thiago Zequi, ambos co-fundadores, acharam a ideia muito boa e resolveram ajudar.
Com a ideia, foram conversar com a Associação Atlética Acadêmica Politécnica (AAAP). Com a permissão e o apoio da Atlética, partiram para a divulgação do time, para ver se os alunos se animariam com a ideia. Foi um sucesso! Após um mês e meio de divulgação, já tinham cerca de 100 pessoas interessadas em participar do time de alguma forma, algumas apenas como colaboradoras, outras para jogar vestindo o uniforme do Rats.
O primeiro contato oficial como um time (já haviam jogado três vezes no final do ano de 2011, mas apenas para descontrair) foi na festa de matrícula da Poli, realizada na administração da Escola Politécnica, no dia 8 de fevereiro de 2012. Os participantes trocaram passes, conversaram sobre o esporte e conseguiram chamar muita atenção. Muitos bixos (e veteranos) pararam para conversar sobre o esporte, que cada vez mais atraia a atenção dos brasileiros. Ainda no começo do ano, e sem terem treinado nenhuma vez, no dia 28 de fevereiro o Rats se apresentou oficialmente como uma modalidade da Escola Politécnica. Houve um “mini-jogo” com todos que estavam no CEPE-USP (Centro de Práticas Esportivas da USP) para se conhecerem melhor.
Finalmente, os treinos começaram. No dia 6 de março de 2012, fizeram o primeiro treino, com a presença de mais de 40 pessoas em um gramado próximo à Faculdade de Odontologia da USP. A comissão técnica era formada por Roberto Spinelli, o "Pena", quarterback do Spartans Football e Vinícius Lio, estudante da EEFE-USP (Escola de Educação Física e Esporte da USP). Os primeiros treinos foram muito animados, com a galera muito “pilhada”, mesmo não conhecendo muito sobre o esporte. O time estava se formando, cada aluno definindo sua posição, aprendendo um pouco do básico para ver onde se sairia melhor e contribuiria mais para o time. Após um mês, muitos já sabiam o que queriam e começaram a treinar técnicas mais específicas para cada posição. Em um dia de chuva, o Rats chegou até a treinar tackles, parte essencial do esporte, e que necessita de técnica perfeita (e equipamentos de proteção) para minimizar os danos do contato forte. Mais tarde, o Rats optou por praticar o esporte apenas na modalidade Flag Football, que tem contato reduzido.
No final de março, o local de treino passou a ser o gramado da administração da Escola Politécnica (curiosamente, o local do primeiro contato do time com o público). O campo estava em condições ruins, sem iluminação, com pedras e um gramado escasso, mas os atletas começaram a cuidar um pouco melhor dele. Conseguiram um ofício para acender as luzes do local (que infelizmente estavam quebradas e foi necessário esperar até que elas fossem consertadas) e os jogadores limpavam o campo todos os dias antes de começar o treino. Os treinos de abril seguiram normalmente, infelizmente sem iluminação, mas já era possível fazer coletivos e treinar cada posição separadamente, devido ao grande número de alunos que estava treinando com o time. No meio de abril, o Pena ficou impossibilitado de continuar como técnico, mas, logo no começo de maio, Tarcísio Lakatos, linha da seleção brasileira de futebol americano, começou a treinar os ratos. A partir do dia 3 de maio, o time treinava com o Lio e o Tato como técnicos, dupla que por mais de 4 anos garantiu vários títulos ao Politécnica Rats.
Entretanto, no fim de 2016, ambos os treinadores deixaram o time. Dessa forma, foi necessário que dois veteranos do time, Ricardo Lemos e Gustavo Ribeiro, assumissem os postos de técnicos do time, como treinadores ofensivo e defensivo, respectivamente. O querido Lemos, após passar o primeiro semestre de 2017 a frente do time, teve que deixar seu comando, e o treinador ofensivo da Lusa Lions, o Vitor Cesar Dutra, também conhecido como "Mochila", assumiu como Head Coach e Coordenador Ofensivo! Sob o comando de Mochila e Ribeiro, o time foi bicampeão do Engenharíadas, nas únicas duas edições em que o FA esteve presente na competição, e chegou novamente aos Playoffs da Liga Paulista de Flag! Porém, devido a problemas pessoais, ambos os técnicos deixaram o comando do time ao fim de 2018.
Para a temporada de 2019, o experiente treinador Antonio Fabião Alves Junior foi contratado. Nessa temporada, o Rats atingiu os melhores resultados de sua história. Sagrou-se campeão da LUFA novamente, seu quarto título. Nessa edição, a equipe teve dois de seus atletas eleitos MVP Ofensivo e Defensivo do campeonato: Ivan Stamborowski e Pedro Pereira Lobão, respectivamente. Já no Paulista de Flag, teve uma campanha de 5 vitórias e somente 1 derrota na fase regular, classificando para os Playoffs como o segundo melhor time da Conferência Metropolitana. O time chegou à sua primeira final de Conferência, o Metropolis Bowl,  da história, perdendo a decisão para o Brasil Devilz por 28x20. Em 2020, o técnico irá continuar com o time.

## Liga Universitária de Futebol Americano
Ainda em 2012, vendo a necessidade de ter um torneio para participar, o Politécnica Rats se uniu com o São Carlos Bulldogs (time também recém criado, composto por USP São Carlos e Ufscar) para criar a Liga Universitária de Futebol Americano (LUFA). O Pedro Magalhães (Mineiro), do Rats, junto com o Lucas Ronco, do Bulldogs, começaram a divulgar a ideia de uma liga universitária. A ideia vingou e, já em 2012, o primeiro torneio foi realizado, em São Carlos, contando com a presença de Politécnica Rats, São Carlos Bulldogs e Unicamp Eucalyptus. O Rats foi o grande campeão da primeira edição!
A LUFA hoje é a maior liga de Futebol Americano Universitário do Brasil e conta com cerca de 15 times, representantes de universidades de Minas Gerais, Paraná, Rio de Janeiro e São Paulo. Em suas 7 edições até hoje, a competição já teve 14 faculdades representadas em seus eventos. O Rats foi campeão 4 vezes (2012, 2013,  2015 e 2019) e vice-campeão em uma edição (2014).
Além disso, a LUFA foi o grande motivador que permitiu que o Futebol Americano fosse disputado pela primeira vez em um Inter Universitário, o Engenharíadas, em 2017. O Politécnica Rats foi o grande campeão do evento inaugural. O esporte se manteve na competição para 2018, e mais uma vez, o Politécnica Rats se sagrou campeão, em ambas as edições vencendo o Mackenzie Mohawks na fatídica final.

## Campeonato Paulista de Flag
O Politécnica Rats foi o primeiro time universitário a entrar na Liga Paulista de Flag (atualmente, Campeonato Paulista de Flag) e, logo em 2013, seu primeiro ano, chegou à semifinal de sua conferência no maior torneio de flag do Brasil. O time foi um grande incentivador no meio universitário que outros times aderissem ao Campeonato Paulista de Flag, por ser um modo de manter o time na ativa durante todo o ano. Hoje, o Campeonato Paulista de Flag conta com 7 times universitários.
| Ano  | Campanha da temporada regular | Até onde avançou         | Adversários no ano |
| ---- | ----------------------------- | ------------------------ | --- |
| 2013 | 2-3                           | Semifinal de Conferência | Silver Warriors, São Paulo Tigers, Cronos Football, Old School, Palmeiras Locomotives, Silver Warriors (WC), Lusa Rhynos (Semifinal)                                                      |
| 2014 | 4-2                           | WildCard                 | São Paulo Storm, São Paulo Tigers, São José Jets, Lusa Rhynos, Brasil Devilz, Palmeiras Locomotives, São Paulo Tigers (WC)                                                                |
| 2015 | 3-3                           | Temporada Regular        | Lusa Lions, Silver Knights, Brokenstones FA, Taubaté Big Donkeys, Metodista Skulls, Araras Steel Hawks                                                                                    |
| 2016 | 3-3                           | Temporada Regular        | Marginals Football, Lusa Lions, Metodista Skulls, Lençóis Paulistas Readers, São Paulo Tigers, UFABC Green Reapers                                                                        |
| 2017 | 1-5                           | Temporada Regular        | São Paulo Tigers, Metodista Skulls, Marginals Football, Americana Weavers, Mogi Desbravadores, Caniballs Football                                                                         |
| 2018 | 4-2                           | WildCard 2               | Marginals Football, Caniballs Football, Mackenzie Mohawks, São Paulo Tigers Guaçu Snakes, Silver Knights, Silver Knights (WC1), Atibaia SuperChargers (WC2)                               |
| 2019 | 5-1                           | Final de Conferência     | Karakas Strong Bears, Unicamp Eucalyptus, Marginals Football, São Paulo Tigers, Caniballs Football, Floripa Double Dragons, Guaratinguetá White Cranes (Semifinal), Brasil Devilz (Final) |

## Voluntariado
O Politécnica Rats, desde 2013, realiza trabalhos de voluntariado em escolas da rede pública de São Paulo. Em sua parceria com o Crea+, em São Paulo, já realizou atividades com centenas de crianças, apresentando o Futebol Americano para elas, realizando atividades para treinar os fundamentos do esporte e até fazendo alguns coletivos. O Rats sempre leva equipamentos do esporte em suas atividades, o que garante muitas boas risadas da criançada, que coloca as ombreiras e os capacetes do time.

## Time Feminino
Em 2015, por iniciativa dos ratos Gustavo Ribeiro, Michael Schardosim e Ricardo Lemos, foi criado o USP Red Pandas, time feminino de Futebol Americano que representa a Universidade de São Paulo (campus capital). O time já participa da LUFA e do Paulista de Flag, tendo obtido resultados satisfatórios nos torneios.

## Títulos
O Politécnica Rats é o maior vencedor no meio universitário, tendo conquistado 9 títulos: 4 LUFAs, 2 Engenharíadas e 3 Bowls.
| Torneio           | Ano  |
| ----------------- | ---- |
| LUFA              | 2012 |
| Tietê Bowl        | 2013 |
| LUFA (2)          | 2013 |
| LUFA (3)          | 2015 |
| Facens Bowl       | 2015 |
| Facens Bowl (2)   | 2017 |
| Engenharíadas     | 2017 |
| Engenharíadas (2) | 2018 |
| LUFA (4)          | 2019 |

## Rato do Ano
Todo ano, a Atlética da Escola Politécnica da USP (AAAP) premia o jogador que mais contribuiu para o time, tanto dentro, quanto fora de campo. O jogador tido como exemplo por seus companheiros recebe a estatueta de Rato do Ano. Este prêmio é concedido somente para alunos e ex-alunos da Escola Politécnica da USP, que cursem ou tenham cursado alguma das Engenharias da faculdade.
Ainda, em 2012, o trio de Diretores de Modalidade (DMs), Igor Braga, Pedro Magalhães (Mineiro) e Thiago Zequi, recebeu o prêmio de DM do Ano pela Escola Politécnica da USP. O prêmio de DM do Ano é dado ao Diretor de Modalidade que mais contribuiu para o crescimento do esporte na Poli naquele ano.
| Ano  | Rato do Ano               |
| ---- | ------------------------- |
| 2012 | Pedro Magalhães "Mineiro" |
| 2013 | Bruno Andretto "Brunetto" |
| 2014 | João Mota                 |
| 2015 | Michael Schardosim "Mike" |
| 2016 | Matheus Kenichi "Refil"   |
| 2017 | Luis Henrique Groenitz    |
| 2018 | Rafael Sobral Augusto     |
| 2019 | Ivan Stamborowski         |

| Ano  | DM do Ano              |
| ---- | ---------------------- |
| 2012 | Braga, Mineiro e Zequi |

## Rats Awards
Todo ano, o Rats premia seus jogadores que mais contribuiu para o time, tanto dentro, quanto fora de campo. Este é um prêmio organizado pelo time para premiar os destaques da temporada, incluindo todos os jogadores e não somente os estudantes da Poli, como é feito no Rato do Ano. As categorias principais são:
- MVP da temporada - Melhor jogador da equipe na temporada, independente de sua posição. O atleta que mais contribuiu, dentro e fora de campo, com o desempenho da equipe.
- Jogador Ofensivo da temporada - O melhor jogador do ataque da equipe.
- Jogador Defensivo da temporada - O melhor jogador da defesa da equipe.
- Especialista da temporada - O melhor jogador em jogadas de Special Teams da equipe (Kickoffs e Punts).
- DM do ano - Melhor Diretor de Modalidade (DM) da temporada. O jogador que mais contribuiu para a organização da equipe fora de campo.
- Jogada do ano - Melhor jogada da equipe no ano.

| Ano  | MVP                    | OPOY                       | DPOY                   | SPOY                  | DMOY                    | CPOY                    | ROY                                 | MIP           | Play of the Year |
| ---- | ---------------------- | -------------------------- | ---------------------- | --------------------- | ----------------------- | ----------------------- | ----------------------------------- | ------------- | ---------------- |
| 2012 | -                      | -                          | -                      | -                     | -                       | -                       | -                                   | -             | -                |
| 2013 | -                      | -                          | -                      | -                     | -                       | -                       | -                                   | -             | -                |
| 2014 | -                      | -                          | -                      | -                     | -                       | -                       | -                                   | -             | -                |
| 2015 | -                      | -                          | -                      | -                     | -                       | -                       | -                                   | -             | -                |
| 2016 | Matheus Kenichi Gomes  | Matheus Kenichi Gomes      | Vinícius Lio Rodrigues |                       | Matheus Kenichi Gomes   | Michael Schardosim      | Guilherme Rodrigues Ludescher       |               |                  |
| 2017 | Luis Henrique Groenitz | Victor Coelho Fogagnoli    | Luis Henrique Groenitz | Eduardo Andreucci     | Victor Coelho Fogagnoli | Luis Henrique Groenitz  | João Pedro de Souza Cortez          |               |                  |
| 2018 | Luis Henrique Groenitz | Ivan Stamborowski          | Luis Henrique Groenitz | Eduardo Andreucci     | Rafael Sobral Augusto   |                         | Lucas Ferreira Maciel               |               |                  |
| 2019 | Ivan Stamborowski      | João Pedro de Souza Cortez | Pedro Pereira Lobão    | Rafael Sobral Augusto | Rafael Sobral Augusto   | Victor Coelho Fogagnoli | Igor Stamborowski                   | Arthur Harger |                  |
| 2022 | Matheus Kenichi Gomes  |                            | Pedro Pereira Lobão    |                       |                         |                         |                                     |               |                  |
| 2023 | Matheus Kenichi Gomes  |                            | Pedro Pereira Lobão    |                       |                         |                         | Guilherme Poltronieri Leme da Silva |               |                  |